# Brothers in Arms: Hell's Highway
Brothers in Arms: Hell's Highway is het derde deel in de serie van Brothers In Arms, een tactische first-person shooter computerspel die ingaat op waargebeurde gebeurtenissen uit de Tweede Wereldoorlog. De reeks wordt ontwikkeld door Gearbox Software en vertelt steeds een waargebeurd verhaal. Tijdens de ontwikkeling van de eerdere twee delen uit de serie is heel veel tijd gestoken in het onderzoeken van feiten et cetera van de Tweede Wereldoorlog. Volgens de makers is het spel daarom zeer historisch authentiek.
Brothers in Arms is gebaseerd op een waargebeurd verhaal over een parachutisten sectie die tijdens D-Day, op 6 juni 1944, met parachutes voet aan grond zetten aan de Franse kust in Normandië. Een poging om de Duitse onderdrukking te stoppen. Als sergeant Matt Baker leidt de speler een sectie die van zijn beslissingen afhankelijk is. Brothers In Arms heeft als doel een realistische weergave van de Tweede Wereldoorlog te geven.
Dit deel gaat in op Operatie Market Garden, een grootscheepse luchtaanval van de geallieerden boven Arnhem, Nijmegen en Eindhoven. Gebouwen zijn nagebouwd zoals ze er toen uitzagen, en het Nederland van toen is goed te herkennen. Aangezien de 101st Airborne Division (waarvan sergeant Matt Baker deel uitmaakt) landde bij Eindhoven, speelt het spel zich grotendeels af in Eindhoven en de dorpen er omheen. Volgens Lou de Jong in deel 10A (eerste helft) van Het Koninkrijk der Nederlanden in de Tweede Wereldoorlog, werd met name het weggedeelte tussen Son en Grave door de Amerikanen betiteld als Hell's Highway.
Na vele keren te zijn uitgesteld, is het spel op 26 september 2008 in Europa uitgebracht.